# Opuntia puberula
Opuntia puberula ist eine Pflanzenart in der Gattung der Opuntien (Opuntia) aus der Familie der Kakteengewächse (Cactaceae). Das Artepitheton puberula stammt aus dem Lateinischen, bedeutet ‚feinflaumig‘ und verweist auf die Triebabschnitte der Art. Spanische Trivialnamen sind „Nopal de Culebra“ und „Nopal de Tortuga“.

## Beschreibung
Opuntia puberula wächst niedrig strauchig. Die grünen, flaumigen, dicken, mehrheitlich eiförmigen Triebabschnitte sind 7,5 bis 12,5 Zentimeter lang und 5 bis 7,5 Zentimeter breit. Sie tragen rötlich gespitzte, rasch hinfällige, bis zu 4 Millimeter lange Blattrudimente. Die ziemlich weit voneinander entfernt stehenden Areolen besitzen einen etwas rötlich gefärbten Hof. Ihre Glochiden sind kurz. Die zwei bis vier spreizenden, weißen Dornen sind bis zu 1 Zentimeter lang.
Die gelben Blüten weisen eine Länge und einen Durchmesser von bis zu 5 Zentimeter auf. Die kugelförmigen Früchte sind flaumig, nicht gehöckert und bis zu 3 Zentimeter lang.

## Verbreitung, Systematik und Gefährdung
Opuntia puberula ist in Mexiko vom Bundesstaat Sinaloa bis zum Isthmus von Tehuantepec sowie von Tamaulipas bis nach Veracruz verbreitet.
Die Erstbeschreibung durch Ludwig Georg Karl Pfeiffer wurde 1837 veröffentlicht.
In der Roten Liste gefährdeter Arten der IUCN wird die Art als „Least Concern (LC)“, d. h. als nicht gefährdet geführt. Die Entwicklung der Populationen wird als stabil angesehen.

## Nachweise